# Ron Welty
Ronald Stephen Welty (Long Beach, 1 februari 1971) is een Amerikaanse drummer. Welty staat vooral bekend als de drummer bij de punkrockband The Offspring van 1987 tot 2003. Zijn periode in de groep markeert voor de meeste fans de klassieke jaren van de groep. In 2001 richtte Welty Steady Ground op die tot 2007 actief was waar hij drummer en producer was. 

## Biografie
Welty werd geboren in Long Beach maar groeide op in Garden Grove. Welty begon interesse te hebben in drums door muziekklas op school. Welty speelde saxofoon in een band. Later besloot Welty drums uit te proberen. Welty zat een tijdje bij Fuck Quality X-Rays voordat hij bij The Offspring kwam. Nadat drummer James Lilja de band had verlaten vanwege zijn studie zocht de band naar een nieuwe drummer en kwam Welty op 16-jarige leeftijd bij The Offspring. Welty’s oudere stiefzus introduceerde hem bij Dexter Holland. Ron smeekte Dexter om hem in de band toe te laten en was zeer gemotiveerd om zich bij de groep aan te sluiten. Welty heeft tijdens zijn tijd in The Offspring ook in de band Spinning Fish gespeeld. Op het nummer "Session" van Ignition begint met Welty die herhaaldelijk "fuck" roept. 
Hij speelde op de eerste zes studioalbums van The Offspring voordat hij vertrok. slechts drie dagen voor de opnames van Splinter, hun zevende studioalbum die in december 2003 werd uitgebracht verliet Welty de band. Zijn vertrek werd aangekondigd op 18 maart 2003 op de officiële website van The Offspring omdat hij zich wou focussen op zijn andere project Steady Ground. Op de site werd namens Ron gezegd "Na meer dan 15 geweldige jaren bij The Offspring heb ik besloten om te vertrekken om al mijn energie te wijden aan een nieuw project genaamd Steady Ground. Ik wens Dexter, Noodles en Greg veel succes en het is tijd om me op mijn eigen ding te concentreren". Later werd bekend dat Welty niet de band vrijwillig had verlaten en dat Dexter en Noodles Welty hem lieten weten dat hij niet langer lid was van The Offspring en dat hij niet meer mocht deelnemen aan bandgelerateerde activiteiten zoals studio-opnames en liveoptredens. De drumtracks van het album werden opgenomen door Josh Freese terwijl Atom Willard de officiële vervanger van Welty werd.   
Na het verlaten van The Offspring, vormde Welty Steady Ground, waarin hij drums speelde en co-produceerde. Op 26 februari 2006 bracht Steady Ground drie demo's uit op Myspace , getiteld  "Everyone's Emotional", "I Can't Contain Myself" en "You Better Close Your Eyes." In 2007 bracht de band het studioalbum Jettison uit, en in hetzelfde jaar gingen ze uit elkaar.

### Rechtszaak
In 2020 spande hij een rechtszaak tegen The Offspring en individueel tegen ex-collega's Dexter Holland, Noodles en Greg K. vanwege onbetaalde royalty’s. Hij ging achter onbetaalde royalty's aan voor de Greatest Hits-album, maar richtte zich vooral op het ontvangen van het 1/4 deel van $35 miljoen, die Welty had moeten ontvangen van zijn bijdrage aan de band. Welty beweerde dat de band hem $8,75 miljoen verschuldigd was maar de overige bandleden boden slechts 3 miljoen aanboden.
In 2022 werd bekend dat Welty de rechtszaak tegen The Offspring had verloren.

### Persoonlijk
Welty is sinds 2000 getrouwd met Erika Welty en heeft een zoon Trevin Welty, die ook muzikant is. Welty is nog steeds bezig met muziek en speelt naast drums ook basgitaar. Thuis heeft Welty zijn muziekstudio. Verder is Welty vegetariër.

## Discografie
| Jaar | band          | Titel                |
| ---- | ------------- | -------------------- |
| 1989 | The Offspring | The Offspring        |
| 1991 | The Offspring | Baghdad              |
| 1992 | The Offspring | Ignition             |
| 1994 | The Offspring | Smash                |
| 1997 | The Offspring | Club Me              |
| 1997 | The Offspring | Ixnay on the Hombre  |
| 1998 | The Offspring | Americana            |
| 1998 | The Offspring | A Piece of Americana |
| 2000 | The Offspring | Conspiracy of One    |
| 2005 | The Offspring | Greatest Hits        |
| 2007 | Steady Ground | Jettinson            |
| 2021 | The Offspring | Gone Away            |

- International Standard Name Identifier: 0000 0000 5772 0237
- MusicBrainz: 578b670d-6ea3-42d2-b865-6f7f82d3e391
- Nationale Bibliotheek van Tsjechië: ola2002152882
- Virtual International Authority File: 84966129